# Cathédrale de la Protection-de-la-Sainte-Vierge-Marie
La cathédrale de la Protection-de-la-Sainte-Vierge-Marie, ou plus simplement Sainte-Marie, est une cathédrale catholique située en Pologne dans la ville de Radom.

## Historique
Conçue par l'architecte Józef Pius Dziekoński, dont le projet a été accepté par l'évêque Antoni Sotkiewicz, sa construction a commencé en 1894 et s'est terminée en 1918, pour faire face à l'augmentation rapide du nombre d'habitants dans la ville.
La cathédrale Sainte-Marie de Radom est une basilique à trois nefs avec un transept et une façade richement décorée avec une rosace et trois portails. La conception fait référence au gothique français, en particulier par l'utilisation de contreforts et d'arcs boutants et s'inspire également de la basilique Sainte-Marie de Cracovie. Il y a sept autels.
Elle a été construite grâce à une souscription publique.

## Dimensions
Les dimensions de l'édifice sont les suivantes :

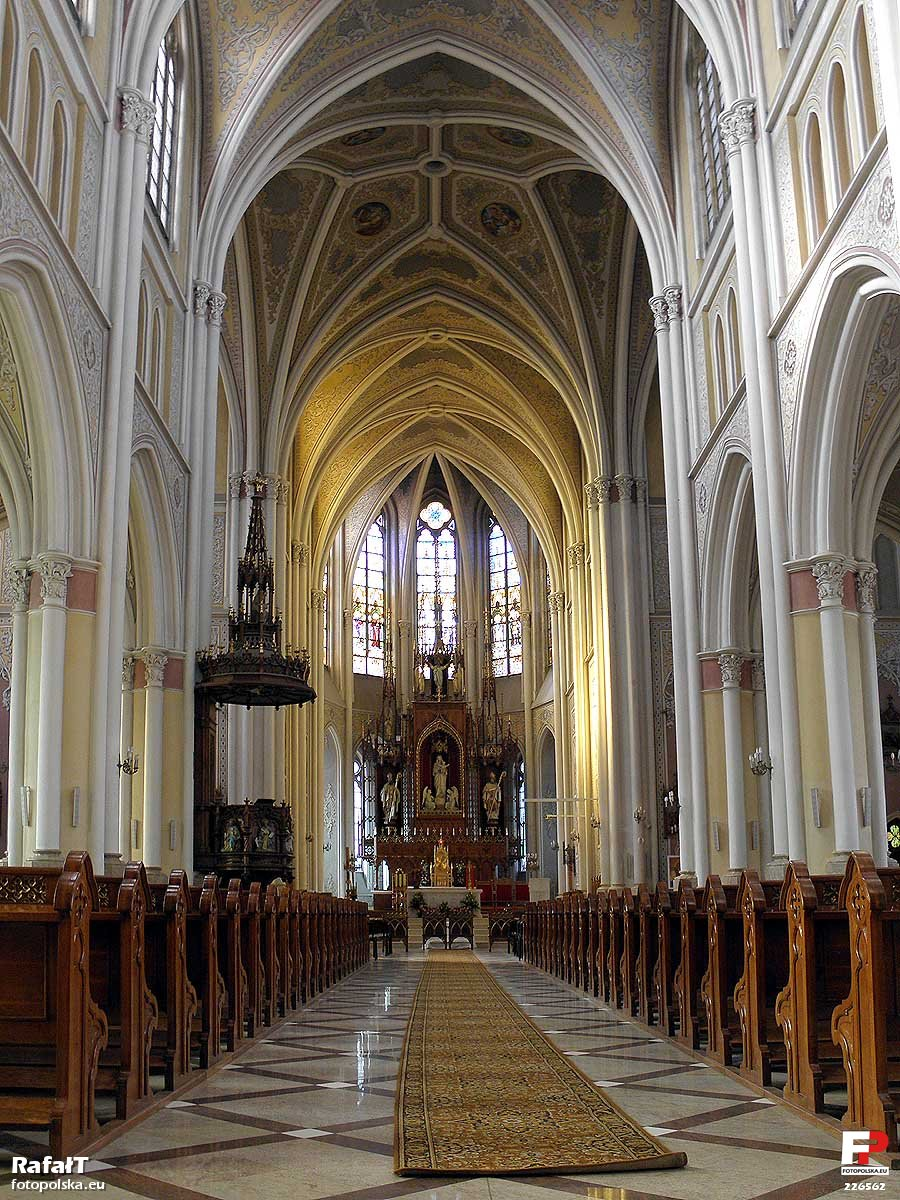
Intérieur de la cathédrale

- Hauteur intérieure : 21 m
- Hauteur des tours : 72 m